# Botka
Botka (mađ. Botykapeterd) je selo u južnoj Mađarskoj.
Zauzima površinu od 17,42 km četvorna.

## Zemljopisni položaj
Nalazi se na 46° 3' sjeverne zemljopisne širine i 17° 52' istočne zemljopisne dužine. Siget je 3 km zapadno, Becvara je 500 m sjeverozapadno, Biduš je 2 km jugoistočno, Petreda je 1,5 km istočno, Sentžebet je 3 km sjeveroistočno, Katádfa je 5 km južno, a Denčaz je 7 km jugozapadno.

## Upravna organizacija
Upravno pripada Sigetskoj mikroregiji u Baranjskoj županiji. Poštanski broj je 7900.

## Promet
300 m južno od sela prolazi željeznička pruga, na kojoj se nalazi željeznička postaja Botka.

## Stanovništvo
Botka ima 368 stanovnika (2001.). Danas Mađari čine preko 86% stanovnika, Roma je 6%. Romi u selu imaju manjinsku samoupravu. Po vjerskoj strukturi, 60% stanovnika su rimokatolici, oko četvrtine čine kalvinisti. 

## Vanjske poveznice
- Botka na fallingrain.com